# Ambasada Luksemburga w Warszawie
Ambasada Luksemburga w Warszawie (fr. Ambassade du Luxembourg en Pologne) – luksemburska placówka dyplomatyczna mieszcząca się w Warszawie przy ul. Słonecznej 15.
Ambasador Luksemburga w Warszawie oprócz Rzeczypospolitej Polskiej akredytowany jest także w Republice Litewskiej i w Republice Łotewskiej.

## Siedziba
Stosunki dyplomatyczne pomiędzy obydwoma krajami nawiązano przed 1929. 
Po II wojnie światowej stosunki dyplomatyczne reaktywowano w 1945 na szczeblu poselstw, w 1961 podnosząc je do rangi ambasad. Początkowo poselstwo było zlokalizowane w hotelu Polonia w Al. Jerozolimskich 45 (1945–1948). Przez szereg lat w Warszawie był akredytowany ambasador Luksemburga z siedzibą w Moskwie, od 1993 do 2005 w Strasburgu. Ambasadę Luksemburga w Warszawie utworzono w 2005. Początkowo mieściła się w hotelu Sheraton przy ul. Prusa 2, obecnie w willi (proj. Lucjan Korngold, Stefan Koziński, Philip Denis Omer Vanherrewege) Zofii Żochowskiej z Wedlów z 1936 przy ul. Słonecznej 15 (2005-). Wcześniej w willi mieściły się ambasady – Bułgarii (1950) i Albanii (1950–2003).

## Ambasadorzy Luksemburga w Polsce

### Ambasadorowie w ZSRR i Rosji z akredytacją w Polsce
- 1944–1956 – René Blum, minister pełnomocny, pierwszy rezydujący w Moskwie[5]
- 1956–1960 – Paul Putz, radca minister
- 1960–1963 – Camille Dumont
- 1963–1968 – Léon Ries
- 1968–1971 – Pierre Wurth
- 1971–1974 – Adrien Meisch
- 1974–1977 – Georges Heisbourg
- 1977–1981 – Paul Reuter
- 1981–1986 – Guy de Muyser
- 1986–1988 – Robert Bloes
- 1988–1992 – Hubert Wurth

### Ambasadorowie w Polsce
- 1993–2005 – Ronald Mayer, nierezydujący
- 2005–2010 – Ronald Dofing
- 2010–2013 – Conrad Bruch
- 2013–2016 – Georges Faber
- 2016–2020 – Conrad Bruch
- od 2020 – Paul Schmit